# H/V-Signalsystem

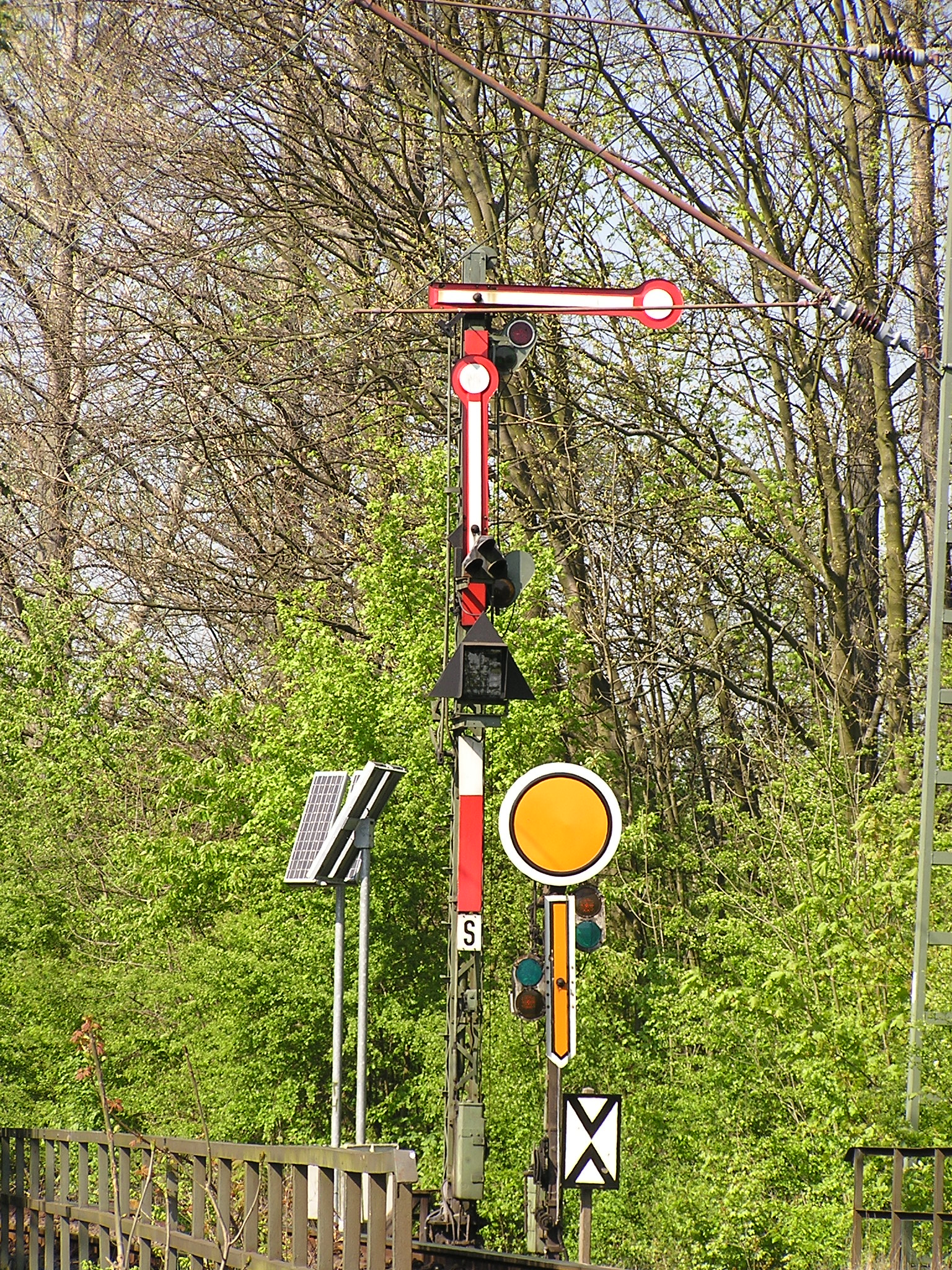
Formsignale: Haupt- und Vorsignal

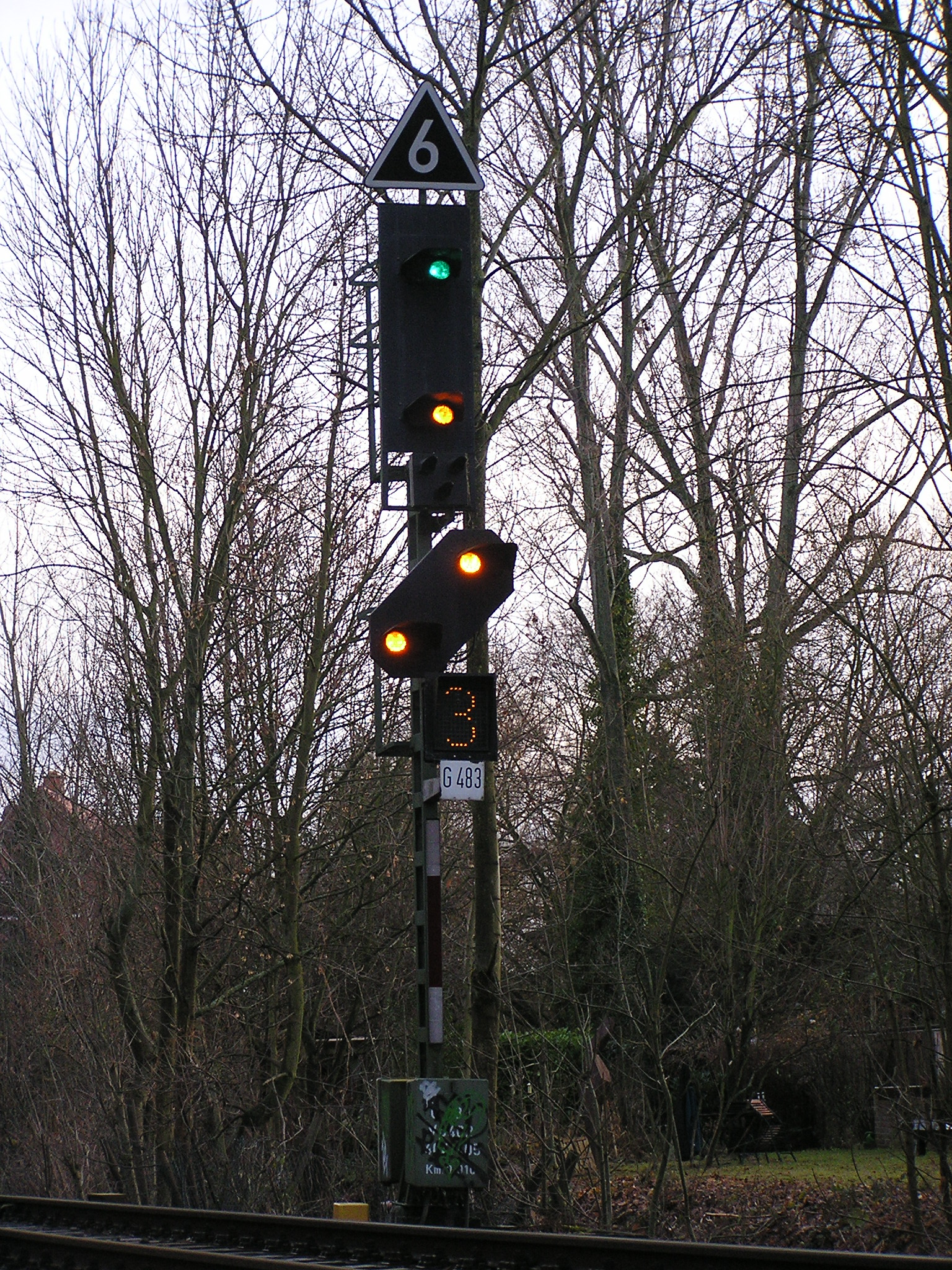
Lichtsignale: Haupt- und Vorsignal

Das H/V-Signalsystem (Haupt-/Vorsignal-System) ist ein Signalsystem der Eisenbahn, das seit dem zweiten Drittel des 19. Jahrhunderts in Deutschland angewandt und noch heute insbesondere im Netz der ehemaligen Deutschen Bundesbahn zu finden ist. Die Signale waren zunächst als Formsignale ausgeführt. Mit dem Signalbuch 1935 wurden aber auch entsprechende Lichtsignale eingeführt, deren Signalbilder den Nachtzeichen der Formsignale entsprachen und in diesem Gebiet mittlerweile die Formsignale größtenteils verdrängt haben. Bis 1930 wurden häufig nicht nur Geschwindigkeiten, sondern auch Fahrwege signalisiert: Dafür existierten auch Formhauptsignale mit drei Signalflügeln, die als „künftig wegfallende Signale“ auch noch viele Jahrzehnte später existieren.
Basierend auf dem H/V-System wurden weitere Signalsysteme entwickelt. Ab 1959 trieb die Deutsche Reichsbahn in der DDR und West-Berlin die Entwicklung eines neuen Lichtsignalsystems (Hl-System) voran, sodass Signale des H/V-Systems auf diesem Gebiet heute nur noch als Formsignale existieren, zum Teil in vereinfachten Varianten.
Auf längere Sicht sollen die bestehenden Haupt- und Vorsignale des H/V-Systems im Netz der DB AG durch das Kombinationssignalsystem (Ks) ersetzt werden.

## H/V-System

### Hauptsignale
Ein Hauptsignal übermittelt dem Triebfahrzeugführer Informationen darüber, ob und gegebenenfalls wie schnell der folgende Streckenabschnitt befahren werden darf. Es entspricht also im groben Vergleich einer Ampel im Straßenverkehr mit dem erheblichen Unterschied, dass ein „Fahrt“-zeigendes Signal jeweils für nur einen Zug gilt, während eine Ampel bei „Grün“ beliebig vielen Fahrzeugen die Vorbeifahrt gestattet.
Hauptsignale waren seit der Eisenbahn-Signalordnung 1935 mit der Abkürzung Hp versehen worden, mit dem Signalbuch 1959 führte die Deutsche Reichsbahn zur Unterscheidung und systematischen Abgrenzung von den neu eingeführten Hl-Signalen für die Formsignalebegriffe die Abkürzung Hf ein. Die Lichthauptsignalbegriffe des H/V-Systems erhielten ebenfalls die Abkürzung Hl, allerdings wurden sie mit um hundert erhöhten Nummern in den 18. Abschnitt des Signalbuchs verschoben und nicht mehr neu aufgestellt. Beim Zusammenschluss der beiden deutschen Staatsbahnen waren nur noch sehr wenige dieser Signale in Betrieb, beispielsweise im Bahnhof Magdeburg Hbf. Mit der Vereinheitlichung 1994 erhielten alle Hauptsignalbegriffe des Hp-Systems wieder die Abkürzung Hp. Dabei übernahm die Deutsche Bahn den sogenannten Absoluthalt von der Deutschen Reichsbahn für das Signal Hp 0, das von 1935 bis 1959 und bis 1994 im Netz der Deutschen Bundesbahn nur für Züge galt, jedoch nicht für Rangierabteilungen.

### Vorsignale

Bremsweg zwischen Vor- und Hauptsignal

Im Gegensatz zum Straßenverkehr sind bereits bei mittleren Geschwindigkeiten die Anhaltewege von Zügen deutlich länger als die Sichtweite, insbesondere bei schlechter Witterung oder in Kurven. Ein Triebfahrzeugführer könnte einen Zug nicht rechtzeitig vor dem Signal zum Stehen bringen, wenn er erst bei Erkennen eines Haltbegriffs zu bremsen beginnen würde. Selbst wenn das Signal ausreichend weit vor dem Gefahrenpunkt aufgestellt wäre, bliebe dennoch das Problem, dass der Triebfahrzeugführer dann nicht wüsste, wann er weiterfahren darf.
Zu einem Bremsweg von 900 m ergibt sich eine maximale Geschwindigkeit von etwas mehr als 160 km/h. Deshalb steht auf Strecken, die für 160 km/h zugelassen sind, 1000 m vor jedem Haupt- ein Vorsignal, das dem Triebfahrzeugführer anzeigt, welchen Signalbegriff er am Hauptsignal zu erwarten hat. Auf diese Entfernung (nominaler Bremsweg plus Bremswegreserve von 100 m) kann ein Zug bis zum Hauptsignal problemlos zum Stillstand kommen.
Da der Triebfahrzeugführer gegebenenfalls ab dem Vorsignal den Bremsvorgang einleiten muss, darf es auf keinen Fall übersehen werden. Deshalb wird ein Vorsignal auf der freien Strecke in der Regel durch Vorsignalbaken angekündigt. Steht ein Vorsignal dicht hinter einer Fahrwegverzweigung, soll mindestens eine Vorsignalbake hinter der Fahrwegverzweigung aufgestellt sein. Vor der Fahrwegverzweigung sollen keine Vorsignalbaken stehen, wenn für andere Fahrwege kein Vorsignal folgt.
Vorsignale waren seit der Eisenbahn-Signalordnung 1935 mit der Abkürzung Vr versehen worden, mit dem Signalbuch 1959 führte die Deutsche Reichsbahn in Analogie zu den Hauptsignalbegriffen für Formvorsignalbegriffe die Abkürzung Vf und für die Signalbegriffe von alten Lichtvorsignalen Vl, wiederum mit um hundert erhöhten Nummern ein. Mit der Vereinheitlichung 1994 ist es nunmehr wieder Vr, obwohl die Nachtzeichen der Formvorsignale nicht mehr identisch sind.
Bis 1935 gab es nur einen gemeinsamen Fahrtbegriff für die Ankündigung der Hauptsignalbegriffe Hp 1 und Hp 2. Mit steigender Geschwindigkeit genügte es nicht mehr in jedem Fall, erst beim Sichtbarwerden des Hauptsignals erkennen zu können, ob dieses auf Fahrt mit Höchstgeschwindigkeit oder mit 40 km/h steht. Als Konsequenz wurden dreibegriffige Vorsignale eingeführt, die beide Begriffe mit unterschiedlichen Vorsignalbegriffen signalisieren können. Die Einführung der dreibegriffigen Vorsignale sollte streckenweise geschehen. Vorsignale, die nur einen der beiden Fahrbegriffe zeigen konnten, erhielten in diesem Zusammenhang zur Gewährleistung einer eindeutigen Signalisierung feste Zusatzflügel oder Vorsignalscheiben. Züge, die ein dreibegriffiges Hauptsignal, das nur durch ein zweibegriffiges Vorsignal angekündigt wurde, planmäßig auf Hp 1 passierten, mussten danach am Hauptsignal gestellt werden, wenn sie außerplanmäßig auf Hp 2 verkehren sollten.
Bei Geschwindigkeiten über 160 km/h wird das Verfahren unsicher, weil die Wahrscheinlichkeit steigt, dass ein Vorsignal übersehen wird. Außerdem würde der notwendige Abstand zwischen Vor- und Hauptsignal unverhältnismäßig groß werden. Deshalb nutzen Züge für höhere Geschwindigkeiten ein System der Führerstandssignalisierung, in Deutschland LZB oder ETCS.

## Geschichte

### Allgemeine Vorgeschichte
Bereits in der Frühgeschichte der Eisenbahn setzte sich – auch nach mehreren schweren Eisenbahnunfällen – die Erkenntnis durch, dass das Fahren im Zeitabstand, verbunden damit, dass man dem Lokführer lediglich Rahmenfahrzeiten vorgab, nicht für eine adäquate Sicherheit des Betriebes geeignet ist. Das Fahren im Raumabstand gewann Befürworter, die sich zunächst erheblichen technischen Schwierigkeiten gegenübersahen: Wenn sich zwischen zwei Stationen nur ein Zug auf der Strecke befinden sollte, musste dies übermittelt werden: Anfangs fand dafür vor allem der optische Telegraf zur Signalisierung zwischen zwei Stationen (Bahnhöfen) Anwendung.
Mit der Erfindung der elektrischen Telegrafie durch Carl August von Steinheil, Samuel F. B. Morse und andere konnte dieses Problem zwar beseitigt werden, in Deutschland erstmals ab 1849 bei den Königlich Hannöverschen Staatseisenbahnen. Dies beseitigte aber nicht das Problem, dass die Telegrafie keinerlei Informationen an das Zugpersonal übermittelte.
Hier wurde eine Variante des optischen Telegrafen verwendet, nämlich Ballon- oder Korbsignale, bei denen ein an einer Stange aufgezogener Korb oder Ballon dem Zugpersonal „Halt“ oder „Fahrt“ signalisierte. Erstmals 1832 auf der Newcastle & Frenchtown Railroad in den USA angewandt, verbreitete sich dieses System auch in Deutschland, Österreich und anderen Ländern. Diese Signale wurden aber weiterhin auch für die Übertragung von Informationen zwischen den Bahnhöfen verwendet. Die älteste deutsche Ferneisenbahn, die Leipzig-Dresdner Eisenbahn-Compagnie (LDE), hatte dazu bereits 1837 ein in 24 Einzelsignalen differenziertes System der Nachrichtenübermittlung erarbeitet und eingeführt und im ersten Signalbuch Deutschlands festgelegt. Am 1. September 1840 führte sie Ballon-Mast-Signale ein.
1841 wurde das erste Flügelsignal der Welt im Bahnhof New Cross Gate der London & Croydon Railway errichtet, das ausschließlich der Unterrichtung des Zugpersonals diente. Bei der Errichtung des zweiten Flügelsignals wurde dabei weltweit erstmals eine gegenseitige Signalabhängigkeit durch Charles Hutton Gregory eingebaut.
Dies blieb in Deutschland zunächst folgenlos. Während die Ballonmastsignale nach und nach durch Flügelsignale ersetzt wurden (bei der LDE bereits 1842), folgte für die Informationsübertragung zwischen den Bahnwärtern 1846 das Abläuten, zuerst bei der Thüringischen Eisenbahn-Gesellschaft und noch im gleichen Jahr bei der LDE. Die Ballonsignale und Flügelsignale wurden ab da zunehmend nur mehr für die Nachrichtenübermittlung an das Zugpersonal, insbesondere Fahrt- und Haltbefehle verwendet, woraus dann endgültig das Formsignalsystem mit Haupt- und später Vorsignalen entstand.
Die zunehmende Ausbreitung des Morsetelegraphen ab 1849 veranlasste die Technische Kommission des Vereines Deutscher Eisenbahnverwaltungen (VDEV) ab 1850 zu Vereinheitlichungen, die schließlich 1865 in eine Signalordnung mündeten, die 1867 von der Vereinsversammlung in Mainz angenommen wurde.

### Eisenbahn-Signalordnung 1872/1875
1872 wurde die Eisenbahn-Signalordnung (ESO) für die Staaten des Norddeutschen Bundes erlassen. Sie folgte den Beschlüssen des VDEV, wurde aber bereits 1873 im Bereich der Preußischen Staatseisenbahnen modifiziert: Diese führten das Vorsignal anstelle des Distanzsignals ein. Diese preußische Signalordnung wurde dann 1875 um ein eigenes Kapitel erweitert, das die Signalisierung in Bayern beschrieb. Außerdem wurden darin Vorsignale für Einfahrsignale (damals Bahnhofs-Abschlusstelegraph genannt) allgemein eingeführt. Solche Vorsignale wurden auf Anordnung der Behörde aufgestellt, wobei eine Abhängigkeit zwischen Einfahrsignal und zugehörigem Vorsignal verpflichtend war. Flügel-Mastsignale galten nun generell nur für Züge, für das Rangieren hatten sie mit Ausnahme von Bayern keine Bedeutung.
Der Vereinheitlichungsprozess für die deutschen Eisenbahnen dauerte noch lange, die ESO beschrieb nur die Zeichen an den Flügel-Mastsignalen für Halt (Flügel waagrecht, Nachtzeichen ein rotes Licht) und Fahrt (Flügel schräg nach oben, Nachtzeichen ein weißes Licht) an Hauptsignalen und führte für die Vorsignale eine grüne Scheibe ein (Nachtzeichen ein grünes Licht), die weggedreht oder weggeklappt wurde, wenn das zugehörige Hauptsignal Fahrt zeigte (Nachtzeichen ein weißes Licht). 1879 gab es insgesamt noch immer 24 verschiedene Ausführungen. Eine wesentliche Abweichung galt beispielsweise in Bayern, wo Signalflügel an Ausfahrsignalen nach unten hängen konnten (Signalbegriff Ruhe, nachts ein blaues Licht), was signalisierte, dass in den betreffenden Gleisen keine Zugfahrten zu erwarten waren.
1880 schlug die Königlich Sächsische Staatseisenbahn vor, Einfahrsignale mit mehreren Flügeln auszustatten, wobei ein einzelner nach rechts oben weisender Flügel für eine Fahrt über Weichen ohne Abzweigung gedacht war, mehrere nach rechts oben zeigende Flügel aber für Fahrten in abzweigende Gleise (Nachtzeichen ein oder mehrere grüne Lichter je nach Anzahl der Flügel). Die ESO erlaubte bis zu drei Flügel für die Signalisierung verschiedener Fahrwege.
1885 führte die Königlich Bayerische Staatseisenbahnen Ausfahrvorsignale ein.

### Eisenbahn-Signalordnung 1892
Während die Eisenbahn-Signalordnung von 1872 mit ihren Ergänzungen noch eher empfehlenden Charakter hatte, wurde sie nach grundlegender Überarbeitung 1892 nunmehr Grundlage im gesamten Deutschen Reich, die Bayern behielten jedoch ihre Ausnahmen. Als wesentliche Neuerung galt nunmehr, dass der Fahrtbegriff an Hauptsignalen im Nachtzeichen vom weißen auf das grüne Licht umgestellt wurde.
Der Vorschlag Bayerns, das keine Wegesignalisierung an Hauptsignalen kannte, sondern nur die Geschwindigkeitssignalisierung mittels einem oder zwei Flügeln, dies generell so einzuführen, wurde 1897 abgelehnt, da rein technisch das am gleichen Mast angebrachte Vorsignal, welches diagonal zusammengefaltet wurde und die beiden Hälften einen nach rechts oben gerichteten Pfeil ergaben, wiederum von den anderen Bahnen so nicht mitgetragen wurde.
1898 wurde bei der Wuppertaler Schwebebahn das erste Selbstblocksystem mit einer ausschließlichen Lichtsignalisierung eingeführt. 1902 wurden schließlich Vorsignale vor Block- und Deckungssignalen vorgeschrieben.

### Eisenbahn-Signalordnung 1907
Die Eisenbahn-Signalordnung von 1907 erhielt erstmals Gesetzescharakter im gesamten Deutschen Reich. Dabei hatte sich Sachsen durchgesetzt, das einerseits einen unerträglichen Widerspruch beseitigte (Grün bedeutete an einem Hauptsignal Fahrt, an einem Vorsignal jedoch Vorsicht), indem an Vorsignalen für Vorsicht nun das gelbe Licht eingeführt wurde, während das grüne Licht nun Freie Fahrt erwarten bedeutete. Auch sollten Vorsignale nunmehr als Nachtzeichen nach rechts steigende Doppellichter zeigen, um sie eindeutig von Hauptsignalen zu unterscheiden.
Auch die gelbe Farbe der Vorsignalscheiben wurde mit der ESO 1907 eingeführt.
Bayern behielt seine Besonderheiten hinsichtlich der Verwendung von weißen und grünen Laternen für die Nachtsignale allerdings bei.
Nach dem Ersten Weltkrieg kam es zu weiteren Vereinheitlichungen der Signale. Die größte Änderung war nach dem Aufgehen der Länderbahnen in der Deutschen Reichsbahn, dass 1921 die bayrischen Sonderwege hinsichtlich der Vorsignalscheibe und der Verwendung des weißen und des grünen Lichts formal abgeschafft wurden.
1930 wurde durch eine Änderung der ESO die Wegesignalisierung endgültig abgeschafft und durch die Geschwindigkeitssignalisierung ersetzt.

## Signalbilder
Hinweis: Die Signalbilder der Vorsignale Vr 0, Vr 1 und Vr 2 entsprechen dem Gebiet der früheren Deutschen Bundesbahn. Auf dem Gebiet der früheren Deutschen Reichsbahn ist der Zusatzflügel in der Regel weiß mit einem roten Rand.
| Hp 0 / Vr 0 |                      |                      |                       |
| Signalbild | Formsignal           | Formsignal           | Lichtsignal           |
| Signalbild | Tageszeichen         | Nachtzeichen         | Lichtsignal           |
| Hp 0, Halt Als Tageszeichen zeigt beim Formsignal der [obere] Signalflügel waagerecht nach rechts; das Nachtzeichen des Formsignals ist ein rotes Licht. Das Lichtsignal zeigt ein rotes Licht oder zwei rote Lichter waagerecht nebeneinander. Ist das Lichthauptsignal mit einem Lichtsperrsignal kombiniert (nur bei Ausfahr- oder Zwischensignalen innerhalb eines Bahnhofs), zeigt es das Signalbild Hp 0 mit zwei roten Lichtern, wenn nicht gleichzeitig das Signal Sh 1 aufleuchtet. Der Unterschied zum Signalbild mit einem Licht ist heute ohne Bedeutung, da Hp 0 nach dem aktuellen Signalbuch Halt für Züge und Rangierfahrten vorschreibt. Für Rangierfahrten gilt das Haltgebot nur, wenn nicht gleichzeitig das Signal Sh 1 (DS) oder Ra 12 (DV) gezeigt wird. Früher (bei der Deutschen Reichsbahn bis 1959, im Netz der Deutschen Bundesbahn bis 1995) jedoch bedeutete Hp 0 nur „Halt für Zugfahrten“. Bei der Deutschen Bundesbahn existierte das Signal Hp 00 (zwei rote Lichter waagerecht nebeneinander), welches „Halt für Zug- und Rangierfahrten“ bedeutete. Das ehemalige Hp 00 findet man heute noch in den meisten Bahnhöfen im ehemaligen Bundesbahnnetz mit elektromechanischen Stellwerken, Relaisstellwerken sowie älteren elektronischen Stellwerken. Die Umstellung auf Hp 0 mit nur einem roten Licht würde einen aufwändigen Umbau der Relaisanlagen erfordern, ohne nennenswerten Nutzen zu bringen. Mit der Bekanntgabe Nummer 18 des Signalbuchs wurde der Haltbegriff Hp 0 im Jahr 2006 auch auf Schutzsignale ausgedehnt. | Formhauptsignal Hp 0 | Formhauptsignal Hp 0 | Lichthauptsignal Hp 0 |
| Signal Vr 0, Halt erwarten Der Zug muss bremsen und vor dem angekündigten Haupt- bzw. Schutzsignal anhalten. Formsignal Das Formvorsignal zeigt bei Tag eine runde Scheibe und, wenn vorhanden, darunter einen senkrecht nach unten zeigenden Pfeil. Das Nachtzeichen des Formvorsignals besteht nach rechts steigend aus zwei gelben Lichtern; im Gebiet der vormaligen Deutschen Reichsbahn genügt bei alleinstehenden Vorsignalen (also nicht am Standort eines Hauptsignals) ein einzelnes gelbes Licht. Lichtsignal Das Lichtsignal zeigt nach rechts steigend zwei gelbe Lichter. | Vr 0 Formsignal      | Vr 0 Formsignal      | Vr 0 Lichtsignal      |
| Hp 1 / Vr 1 |                      |                      |                       |
| Signalbild | Formsignal           | Formsignal           | Lichtsignal           |
| Signalbild | Tageszeichen         | Nachtzeichen         | Lichtsignal           |
| Hp 1, FahrtAls Tageszeichen zeigt beim Formsignal der [obere] Signalflügel schräg nach rechts aufwärts; das Lichtsignal und das Nachtzeichen des Formsignals zeigen ein grünes Licht. Der Zug darf am Hauptsignal mit der im Fahrplan zugelassenen oder durch einen Geschwindigkeitsanzeiger angegebenen Geschwindigkeit vorbeifahren. | Formhauptsignal Hp 1 | Formhauptsignal Hp 1 | Lichthauptsignal Hp 1 |
| Signal Vr 1, Fahrt erwarten Ankündigung: Der Zug kann am nächsten Hauptsignal mit der zulässigen Höchstgeschwindigkeit vorbei- und weiterfahren. Formsignal Beim Formvorsignal liegt die runde Scheibe waagerecht, ist also nicht sichtbar. Ist ein Zusatzflügel vorhanden, zeigt er senkrecht nach unten. Das Nachtzeichen des Formvorsignals besteht nach rechts steigend aus zwei grünen Lichtern; im Gebiet der ehemaligen Deutschen Reichsbahn genügt bei alleinstehenden Vorsignalen (also nicht am Standort eines Hauptsignals) ein einzelnes grünes Licht. Lichtsignal Das Lichtvorsignal zeigt nach rechts steigend zwei grüne Lichter. | Vr 1 Formsignal      | Vr 1 Formsignal      | Vr 1 Lichtsignal      |
| Hp 2 / Vr 2 |                      |                      |                       |
| Signalbild | Formsignal           | Formsignal           | Lichtsignal           |
| Signalbild | Tageszeichen         | Nachtzeichen         | Lichtsignal           |
| Hp 2, Langsamfahrt Als Tageszeichen des Formsignals zeigen zwei Signalflügel schräg nach rechts aufwärts; das Lichthauptsignal und das Nachtzeichen des Formsignals zeigen ein grünes und senkrecht darunter ein gelbes Licht. Das Signal „Langsamfahrt“ bedeutet in der Regel „Fahrt mit 40 km/h“. „Langsamfahrt“ kann in der Praxis jedoch eine Geschwindigkeit zwischen 10 und 60 km/h bedeuten: Sie kann durch einen Geschwindigkeitsanzeiger (Signal Zs 3) angezeigt oder im Buchfahrplan durch Hinweise wie beispielsweise E 50 (50 km/h bei Hp 2 an Einfahrsignalen), Z 50 (50 km/h bei Hp 2 an Zwischensignalen) A 60 (60 km/h bei Hp 2 an Ausfahrsignalen) zugelassen werden. Muss der Zug bei der Fahrt in einen Bahnhof außerordentlich früh halten oder fährt er in ein Stumpfgleis ein, kann am Hauptsignal zusammen mit Hp 2 ein Geschwindigkeitsanzeiger mit Kennziffer 1, 2 oder 3 (10, 20 oder 30 km/h) gezeigt werden. Die vorgeschriebene Geschwindigkeit gilt im anschließenden Weichenbereich. | Formhauptsignal Hp 2 | Formhauptsignal Hp 2 | Lichthauptsignal Hp 2 |
| Signal Vr 2, Langsamfahrt erwarten Der Zug muss vom angekündigten Hauptsignal an langsam fahren (wenn nicht anders angegeben mit 40 km/h). Formsignal Beim Formvorsignal steht die runde Scheibe senkrecht; der Flügel zeigt schräg nach rechts abwärts. Das Nachtzeichen zeigt ein gelbes und nach rechts steigend ein grünes Licht. Im Gebiet der ehemaligen Reichsbahn ist es umgekehrt: ein grünes Licht und nach rechts steigend ein gelbes Licht. Lichtsignal Das Lichtvorsignal zeigt ein gelbes Licht und nach rechts steigend ein grünes Licht. | Vr 2 Formsignal      | Vr 2 Formsignal      | Vr 2 Lichtsignal      |

### Hauptsignal
Nicht jedes Hauptsignal ist für alle drei Signalbegriffe eingerichtet. Möglich sind die Kombinationen:
- nur Hp 0,
- Hp 0 oder Hp 1,
- Hp 0 oder Hp 2,
- Hp 0 oder Hp 1 oder Hp 2.

Bei mechanisch gestellten dreibegriffigen Formsignalen wird der Signalbegriff durch die Drehrichtung der Stellscheibe des Signalantriebs ausgewählt. Elektrische Signalantriebe enthalten in diesem Fall zwei getrennte Übertragungssysteme.

### Vorsignal
Ortsfeste Formvorsignale sind in der Regel stellbar, sie werden (heutzutage) durch einen am Mast angebrachten mechanischen oder elektrischen Signalantrieb bewegt. Mechanische Einfahrvorsignale werden in der Regel zusammen mit dem zugehörigen Einfahrsignal mit einer gemeinsamen Drahtzugleitung gestellt. In schneereichen Gebieten, beispielsweise im gebirgigen Sachsen, war und ist es dagegen üblich, eigene Vorsignalleitungen mit einem besonderen Hebel einzurichten. Haupt- und Vorsignalhebel erhalten in diesem Fall eine Folgeabhängigkeit mit Rückverschluss. Der Vorsignalhebel wird frei, wenn der Hauptsignalhebel in Fahrtstellung eingeklinkt ist. Umgekehrt kann der Hauptsignalhebel erst dann zurückgestellt werden, wenn der Vorsignalhebel wieder in Grundstellung ist. Eine weitere Möglichkeit ist die Ausrüstung derartiger Vorsignale mit elektrischen Antrieben auch in mechanischen Stellwerken. Häufig wurden dafür Fahrsperrenantriebe verwendet. Die Deutsche Reichsbahn ersetzte mechanisch nur schwer beherrschbare Formvorsignale ab den 1960er Jahren zunehmend durch Hl-Lichtvorsignale. Bei mechanisch gestellten Ausfahrvorsignalen am Standort des Einfahrsignals sind durchgehende Leitungen mit dem zugehörigen Hauptsignal kaum möglich. Sie werden vom nächstgelegenen Stellwerk gestellt und sind mit einer Signalhebelsperre und einer elektrischen Scheibenkupplung so eingebunden, dass sie nur in Fahrtstellung gebracht werden können, wenn das dazugehörende Ein- und das Ausfahrsignal auf Fahrt stehen. Gelangt eins von beiden in die Haltlage, wird der Magnet der Scheibenkupplung spannungslos und das Ausfahrvorsignal fällt selbsttätig wieder in Warnstellung. Elektrisch gestellte Ausfahrvorsignale laufen in der Regel ohne eigene Bedieneinrichtung selbsttätig nach, wenn beide Hauptsignale die Fahrtstellung erreicht haben.
Das Formvorsignal besitzt als Tageszeichen eine kreisrunde gelbe Scheibe mit schwarzem Rahmen und weißem Rand und einem Durchmesser von 100 cm, bei Wärtervorsignalen 55 cm. Unter dieser Scheibe kann sich ein Zusatzflügel befinden. Der Flügel ist gelb mit schwarzem Rahmen und weißem Rand, im Gebiet der vormaligen Deutschen Reichsbahn kann der Flügel auch noch weiß mit rotem Rand sein (ältere Variante).
Je nach betrieblicher Situation kann das Formvorsignal technisch auf bestimmte Signalbilder festgelegt sein, meist Vr 0/Vr 1 oder auch Vr 0/Vr 2 oder nur Vr 0. Ein in Warnstellung Vr 0 festgelegtes Formvorsignal kann beispielsweise die Einfahrt in ein Stumpfgleis signalisieren, an dessen Ende das Schutzsignal Sh 2 steht; spätestens dort ist die Fahrt immer zu Ende. Jedes Formvorsignal kann zumindest Vr 0 anzeigen.
Bei einem über dem befahrenen Gleis an einer Signalbrücke oder an einem Signalausleger angebrachten Formvorsignal befindet sich der Flügel über der Scheibe. In der Praxis gibt es in Deutschland keine an Signalbrücken bzw. -auslegern angebrachten Formvorsignale mehr.
Nachtzeichen eines Formvorsignals sind zwei nach rechts steigende Lichter in den Farben gelb und/oder grün. Bei einzeln stehenden Vorsignalen im Gebiet der ehemaligen Reichsbahn kann bis auf weiteres auch nur ein Licht in gelb oder grün gezeigt werden.
Zur Vermeidung von Signalverwechslungen besteht das Nachtzeichen des Signals Vr 2 im Bereich der vormaligen Deutschen Reichsbahn seit 1959 aus einem unteren grünen und einem oberen gelben Licht. Zur Unterscheidung von den im selben Jahr eingeführten Hl-Lichtsignalen und weil gleichartig aussehende Signalbegriffe unterschiedliche Bedeutungen haben konnten, änderte die Deutsche Reichsbahn in diesem Zusammenhang die Kurzbezeichnungen. Formhauptsignalbegriffe hießen danach Hf, Formvorsignalbegriffe Vf, Lichtsignalbegriffe des H/V-Systems Hl 100 bis 102 und die dazugehörenden Vorsignalbegriffe Vl 100 bis 102.
Beim Hl- und Ks-Signalsystem gibt es keine besonderen Vorsignalbegriffe. Hl-Vorsignale zeigen die Signalbegriffe Hl 1, 4, 7 oder 10, Ks-Vorsignale die Begriffe Ks 1 oder Ks 2 gegebenenfalls in Verbindung mit einem Geschwindigkeitsvoranzeiger Zs 3v.
Lichtvorsignale des H/V-Systems existieren im Gebiet der ehemaligen Deutschen Reichsbahn nicht mehr, noch eventuell vorhandene Signalschirme zeigen Signalbegriffe des Hl-Signalsystems.

## Formsignale
Bei der Entstehung bestand das H/V-System ausschließlich aus Formsignalen.
Formsignale gab es grundsätzlich in zwei Varianten, die sich darin unterschieden, ob es Langsamfahrt (Hp 2) beziehungsweise Langsamfahrt erwarten (Vr 2) anzeigen konnte. Wo dies möglich war, hatte ein Hauptsignal zwei Flügel und das Vorsignal einen Zusatzflügel.
Im vergangenen Jahrhundert wurde wegen der Sichtbarkeit vor dunklem Hintergrund öfters die umgekehrte Farbvariante des Hauptsignals („Negativflügel“) mit rotem Kern und weißem Rand verwendet. Inzwischen sind die betroffenen Signale entweder durch Lichtsignale oder die Flügel durch die Normalvariante ersetzt worden. Deutschlandweit sind noch zwei dieser Signale mit Negativflügel bekannt: Seit einigen Jahren steht ein solches Signal an der östlichen Einfahrt des Bahnhofs Heiligendamm (MBB), zudem findet sich ein weiteres dieser Signale im Bahnhof Bertsdorf an der Einfahrt von Johnsdorf bei der Zittauer Schmalspurbahn.

## Lichtsignale
Ab 1927 wurden von der Reichsbahn Lichtsignale getestet, deren Signalbilder bei Tag und Nacht mit den Nachtzeichen der H/V-Formsignale übereinstimmten. Dabei benutzten sie lediglich die auf einem Schirm vereinten Lampen der Formsignal-Nachtzeichen und kamen somit ohne mechanisch bewegte Signalkomponenten aus. Das verringerte zum einen den Wartungsaufwand, vor allem aber ermöglichte es den Wegfall der langen Drahtzugleitungen, die für das entfernte Stellen von Formsignalen benötigt wurden, da sie nun elektrisch gestellt werden konnten.
1935 wurden diese Lichtsignale in das Signalbuch eingeführt, die Verwendung blieb bis zum Ende des Zweiten Weltkriegs allerdings beschränkt. Für Lichthauptsignale entstanden im Laufe der Zeit verschiedene Bauformen, die sich hauptsächlich in der Anordnung der Lampen und der Anzeigemöglichkeit zusätzlicher Signale unterschieden.

### Bauformen

#### Allgemeines

Vereinigung von Haupt- und Ersatzsignal auf einem Kompaktschirm

Vereinigung von Haupt- und Sperrsignal auf einem Schirm

Ein einflügeliges Hauptsignal kann lediglich die zwei Begriffe Fahrt (Hp 1) und Halt! (Hp 0) anzeigen. Es wird meist als Blocksignal oder Ausfahr- und Zwischensignal eingesetzt, wenn keine abzweigende Weiche folgt. Zusätzlich sind zweibegriffige Signale mit Hp1 und Hp0 ausreichend, wenn die Streckengeschwindigkeit nicht über 40 km/h liegt.
Weitere Kombinationen entstehen durch am Mast angebrachte oder bei Platzmangel davor aufgestellte Zusatzsignale.
Da die Signalbegriffe eines Hauptsignals nur für Zugfahrten, nicht jedoch für Rangierfahrten galten, kann vor Ausfahr- und Zwischensignalen ein zusätzliches Sperrsignal aufgestellt werden, dessen Haltbegriff die Vorbeifahrt auch für Rangierfahrten untersagt. Um diese Doppelung zu vermeiden, ergänzte die Deutsche Bundesbahn Lichtsignalschirme mit Lichtpunkten für Begriffe eines Schutzsignals: Hauptsignale waren nun mit dem aus Hp 0 und Sh 0 kombinierten Signalbegriff Hp 00 (zwei rote Lichter nebeneinander) in der Lage, ein Fahrverbot für Zug- und Rangierfahrten anzuzeigen. Dieses absolute Fahrverbot konnte für Rangierfahrten durch die Anzeige der Signalbegriffe Hp 0 (ein rotes Licht) und Sh 1 (Fahrverbot aufgehoben) aufgehoben werden.
Bei der Deutschen Reichsbahn wurde eine vergleichbare Entwicklung begonnen, doch mit dem Signalbuch von 1959, mit dem der Haltbegriff sämtlicher Hauptsignale auch für Rangierfahrten galt, konnte sie wieder eingestellt werden. Formhauptsignale, die nicht für Rangierfahrten gültig sein sollten, erhielten eine Rautentafel Signal Zs 3 (ab 1992 Zs 103). Die, die für Rangierfahrten gültig bleiben sollten und trotzdem von ihnen passiert werden mussten, wurden mit einem Zusatzsignalschirm, der mit zwei Laternen das Rangierfahrsignal Ra 12 zeigen konnte, ausgerüstet. Lichthauptsignale des alten Lichtsignalsystems wurden nach 1960 nicht mehr neu aufgestellt und vorhandene nach und nach auf Hl-Begriffe umgestellt.
Eine weitere Variante entstand bei der Deutschen Bundesbahn durch die sogenannten Kompaktsignale, die die nun immer umfangreicher gewordenen Optiken der Hauptsignale standardisierten und neu ordneten. Bei diesen Schirmen waren die Positionen der Lampen immer gleich, unabhängig davon, welche Signalbegriffe das Signal anzeigen konnte und ob die Lampen daher alle vorhanden waren oder nicht. Wenn das Signal mit einem Ersatzsignal oder einem Vorsichtsignal ausgerüstet ist, so ist dieses im Signalschirm integriert und nicht mehr wie bei älteren Signalen separat angebracht. Der Signalschirm ist hinten mit einem Deckel geschlossen. H/V-Kompaktschirme entsprechen im Aufbau und der Bauweise denen der Ks-Signale. Der Schirm ist ein durch eine Tür auf der Rückseite zugänglicher und abgedichteter Kasten, die Gehäuse der Signallaternen sind damit nicht mehr erforderlich. Die Signaloptiken sind gehäuselos direkt in das Gehäuse eingebaut und durch den Hersteller in sich justiert. Der Kompaktschirm wird beim Einbau nur im Ganzen eingerichtet.
Bei Lichtvorsignalen gibt es keine großen Unterschiede, abgesehen von der Kompaktform, die im Gegensatz zur nach rechts geneigten Originalform mit abgeschrägten Ecken aus einem einfachen rechteckigen Signalschirm besteht.

#### Sonderformen
Im Bereich der ESO kommen verschiedene Sonderformen vor, die jedoch die gleichen Signalbilder wie die gewöhnlichen Lichtsignale zeigen und somit nicht als eigenständige Signale gelten. Dazu zählen etwa Sonderbauten in Kompaktform bei eingeschränkten Platzverhältnissen wie in Tunnelstrecken. Solche Signale finden in größerer Stückzahl beispielsweise im Tunnel der Verbindungsbahn (Stuttgart) Verwendung und waren bis zur Umstellung auf ESTW im Jahr 2018 im City-Tunnel (Frankfurt) installiert.
Nach dem Eisenbahnunfall von Radevormwald wurden Ende der 1970er Jahre auf vielen Nebenbahnen Westdeutschlands Streckenblock und Ausfahrsignale nachgerüstet. Handelte es sich dabei um mechanische Stellwerke, wurden Lichtsignale und ein Bedienpult von Scheidt & Bachmann nachgerüstet. Dabei bediente man sich der Überwachungssignale von Bahnübergängen, deren obere Laterne mit der markanten langen Abschirmblende eine grüne Farbscheibe erhielt und die um eine rote und bei Signalen, die Hp 2 zeigen können, noch um eine gelbe Laterne ergänzt wurden. Inzwischen sind viele dieser Strecken stillgelegt und die Signale damit außer Betrieb genommen oder abgebaut worden. Die verbliebenen Signale wurden größtenteils im Rahmen von Modernisierungen ersetzt. Elektronische Stellwerke des Typs ZSB 2000 von Scheidt & Bachmann, die unter anderem auf mehreren Strecken im Bereich der Kurhessenbahn die Stellwerke mit Nebenbahn-Lichtsignalen ersetzten, verwenden eine jenen Signalen ähnliche Bauform, die jedoch Ks-Signalbegriffe zeigt.
Siemens bot mit dem SICAS S5 ein eigenentwickeltes Stellwerkssystem an, dessen Technik nicht wie üblich auf speziellen für die hohen Sicherheitsanforderungen der Eisenbahn (AK 6 nach DIN V 19250) angepassten Komponenten, sondern auf einer speicherprogrammierbaren Steuerung (SIMATIC S5) basierte. Die verwendeten Signale stammen aus dem Bereich der Verordnung über den Bau und Betrieb der Straßenbahnen und werden schon seit den 1960er/1970er Jahren unter anderem bei U-Bahnen in Westdeutschland eingesetzt, dort mit jeweils eigenen, teils an die H/V-Begriffe angelehnten Signalbegriffen. 1995 ging erstmals ein SICAS S5 für die Strohgäubahn in Betrieb. Die Ausfahrsignale in den Unterwegsbahnhöfen zeigten die normalen Signalbilder Hp 0, 1 und 2, bis die Fahrtbegriffe mit der Umstellung auf den technisch unterstützten Zugleitbetrieb durch Kennlicht ersetzt wurden. Bis 2015 verfügte die Ammertalbahn über ein SICAS S5 mit entsprechenden Haupt- und sogar Vorsignalen. Die Bahnhöfe Tegernsee und Gmund an der Tegernseebahn verfügen seit 1998 ebenfalls über SICAS-Signale. Das Nachfolgersystem SICAS S7 verwendet Ks-Signalbegriffe.
Eine weitere Sonderbauart wurde an der Bahnstrecke Kahl–Schöllkrippen (Kahlgrundbahn) von ADtranz eingebaut. Hier kamen Signallaternen mit kurzen Blenden von Hl-Signalen von WSSB zum Einsatz. Gezeigt werden die Signalbilder Hp 0, 1 und 2.

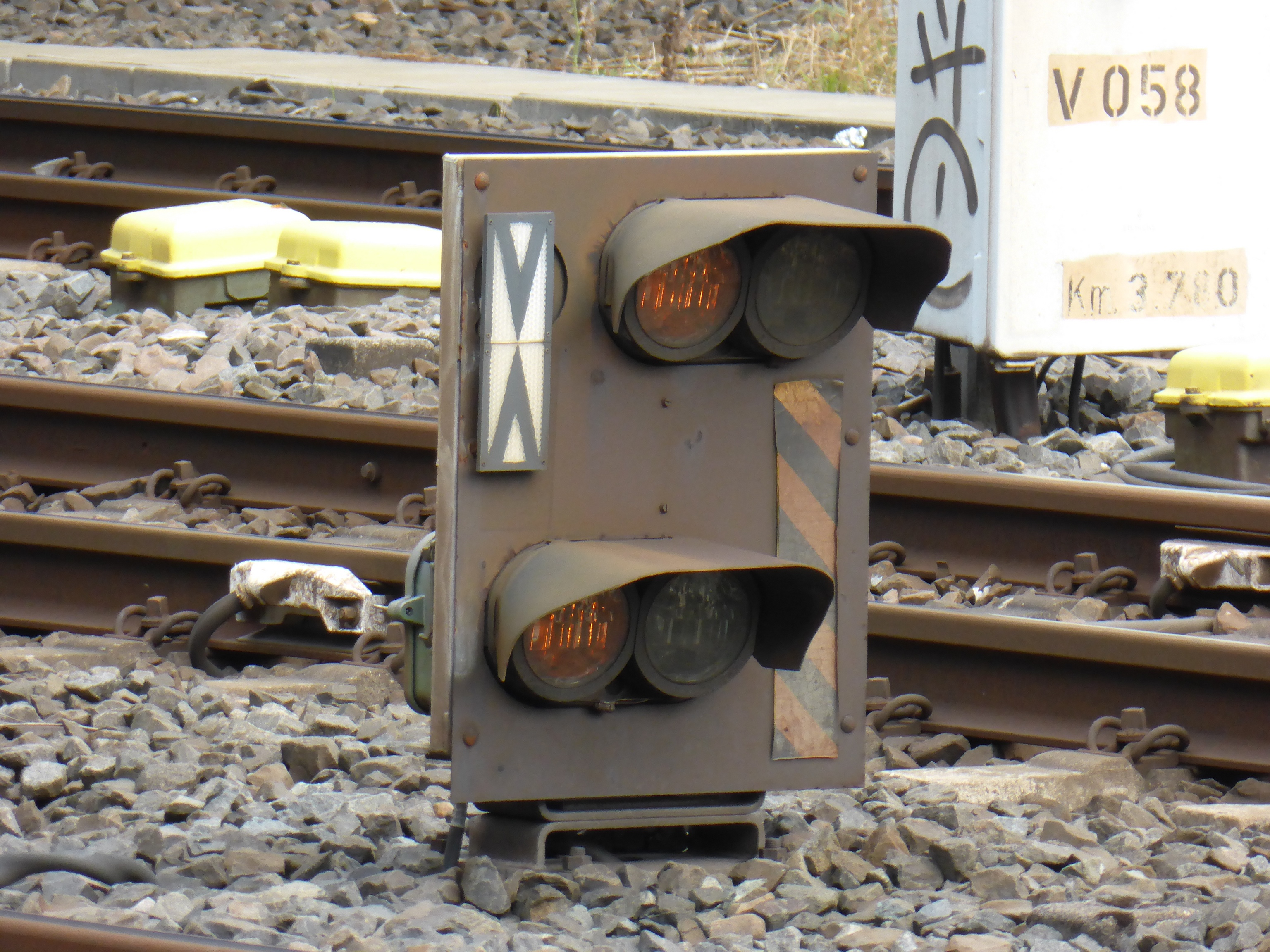
Vorsignal in Zwergform, Signalbild Vr 0
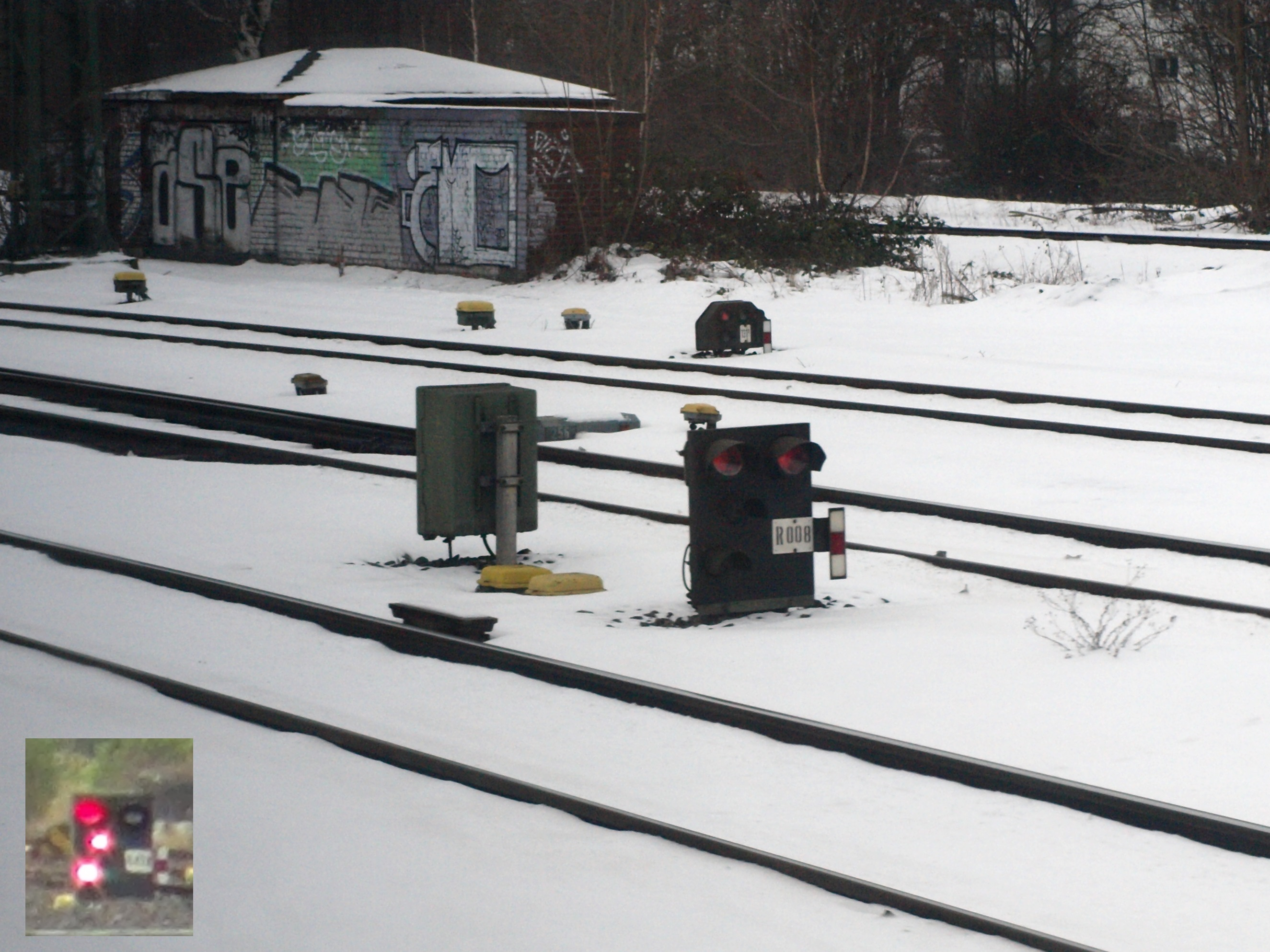
Zwischensignal in Zwergform, Hp 0
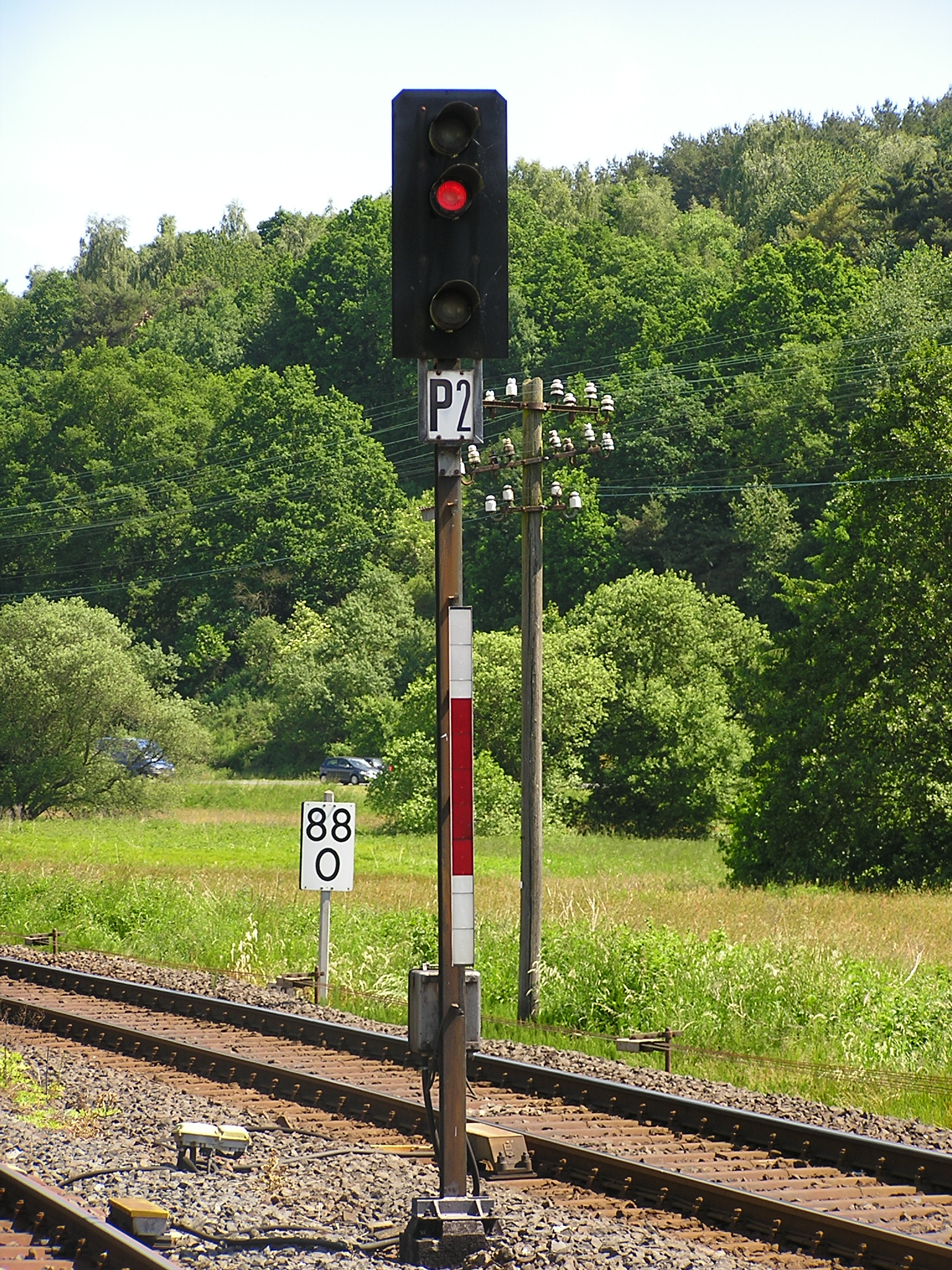
Nebenbahn-Lichtsignal (Burgwaldbahn), Signalbild Hp 0
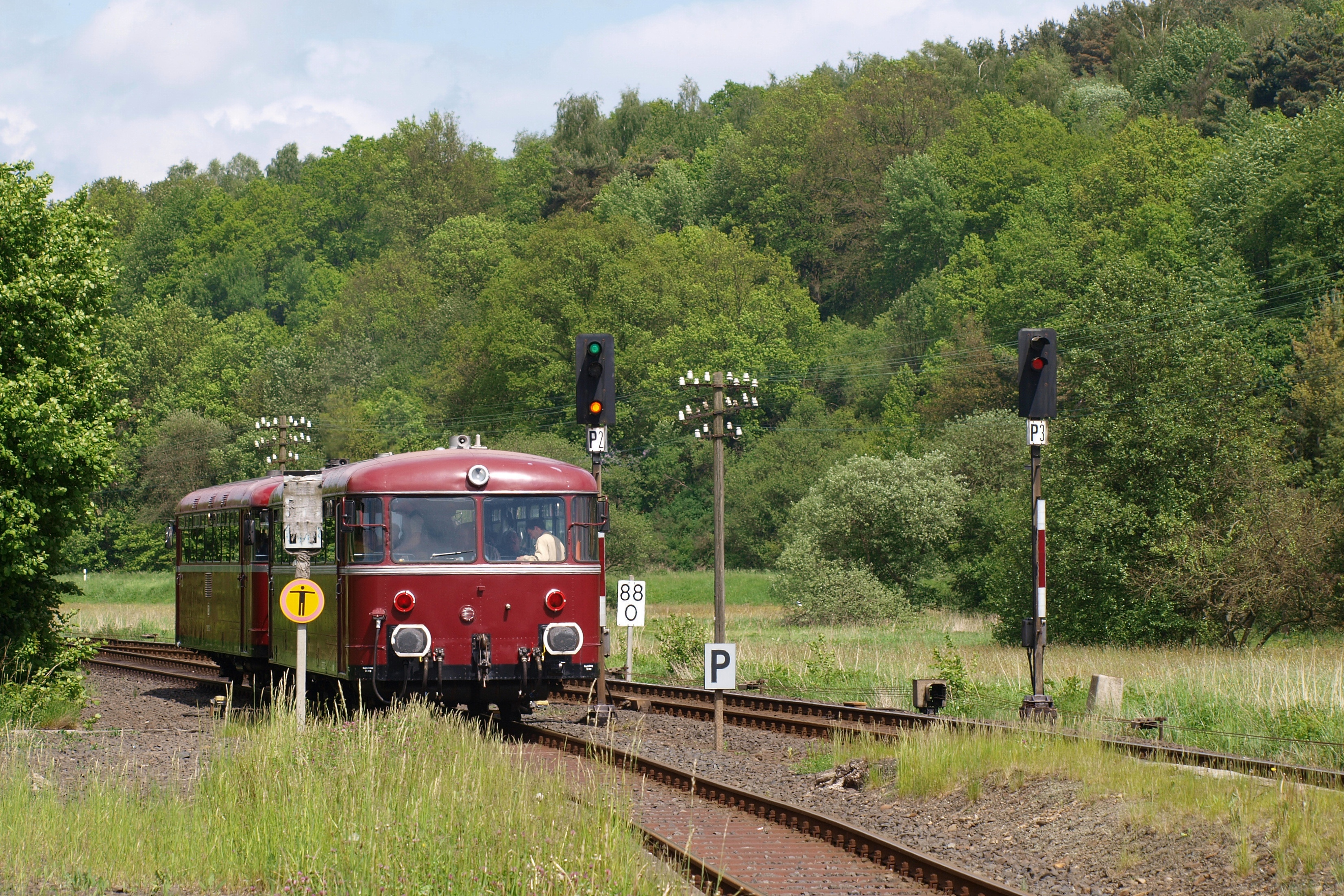
Nebenbahn-Lichtsignale, Signalbilder Hp 2 und Hp 0
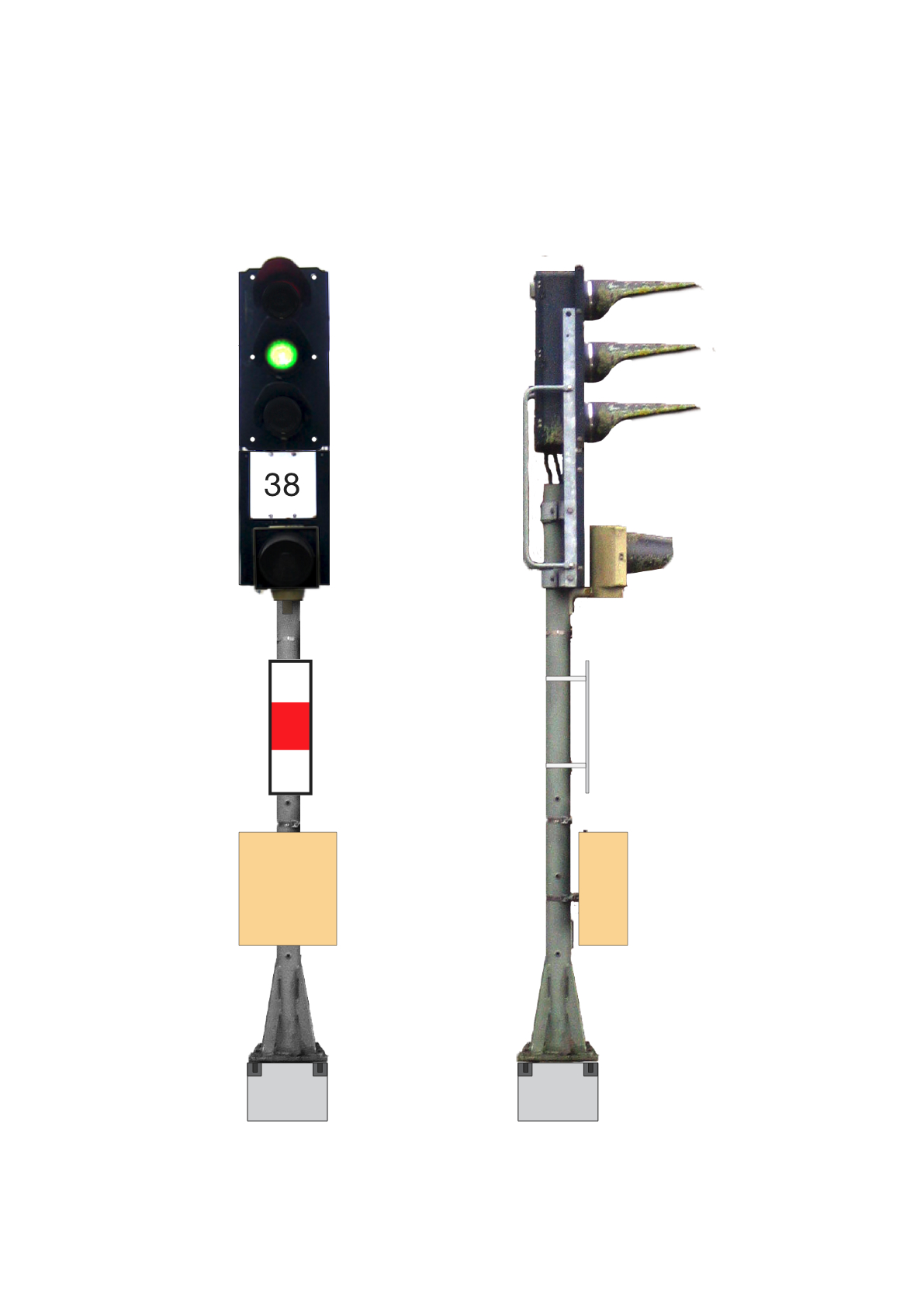
Siemens Sicas-Signal (Strohgäubahn), Signalbild Hp 1
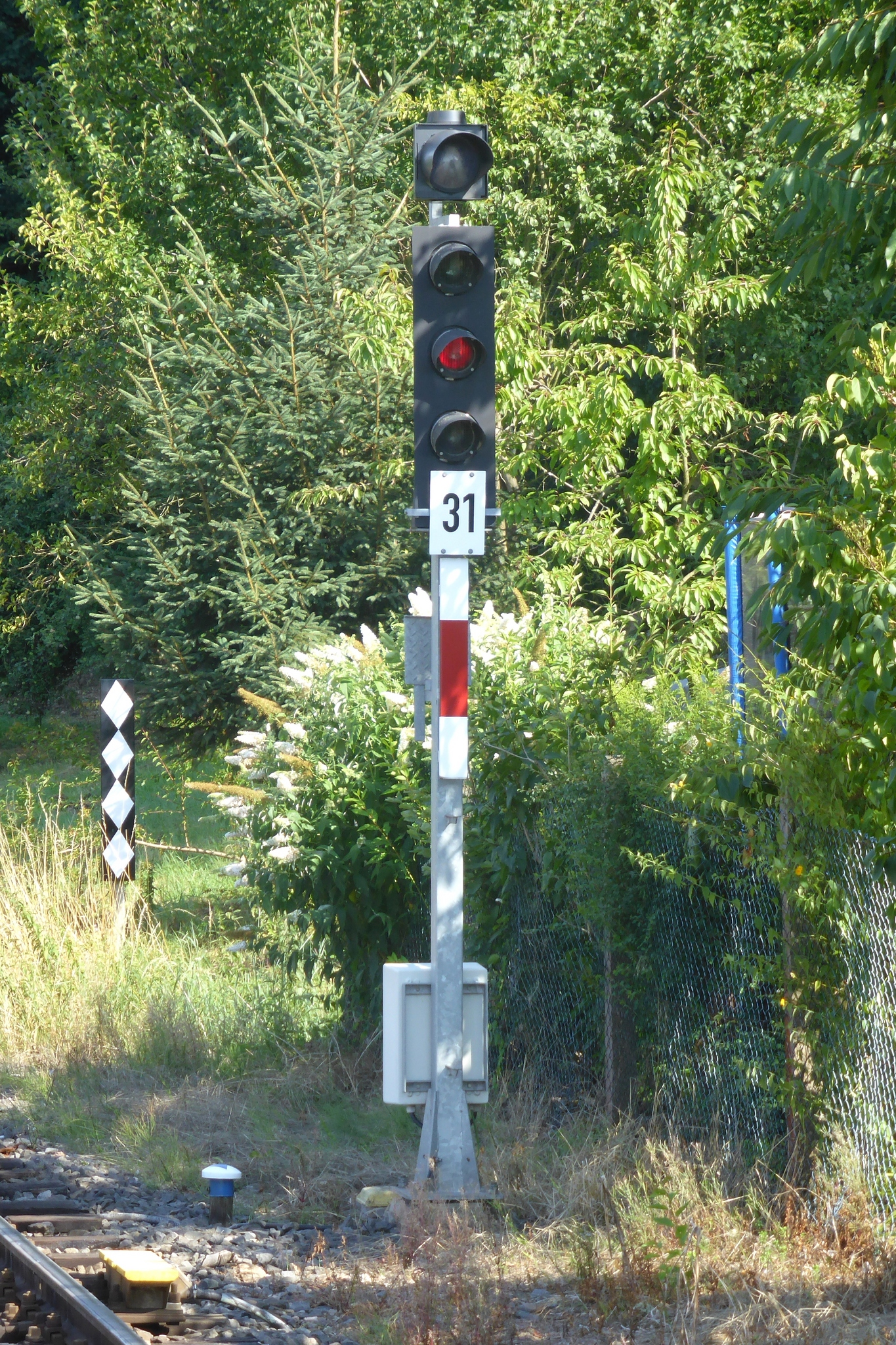
ADtranz-Signal an der Bahnstrecke Kahl–Schöllkrippen, Signalbild Hp 0